# Ciro Petrone
Ciro Petrone (Napoli, 11 ottobre 1987) è un attore italiano.

## Biografia
Nel 2008 è sugli schermi cinematografici con il film Gomorra, diretto da Matteo Garrone e tratto dall'omonimo romanzo di Roberto Saviano, dove impersona il ruolo di Pisellino (suo soprannome anche nella realtà). Il 27 dicembre 2008 viene premiato come attore dell'anno durante la dodicesima edizione del Capri Hollywood - International Film Festival.
Entrato a far parte dell'agenzia dello spettacolo di Lele Mora, nel 2009 partecipa alla quarta edizione del reality show La fattoria, condotta da Paola Perego, classificandosi al quinto posto. Nel 2012 prende parte al film Reality, con la regia di Matteo Garrone e ispirato al programma Grande Fratello.
Nel 2023 partecipa al Grande Fratello (diciassettesima edizione) programma dal quale si ritirerà il 21 novembre, dopo più di due mesi.

## Filmografia

### Cinema
- La volpe a tre zampe, regia di Sandro Dionisio (2001)
- Gomorra, regia di Matteo Garrone (2008)
- Prigioniero di un segreto, regia di Carlo Fusco (2010)
- Un camorrista per bene, regia di Enzo Acri (2010)
- Ganja Fiction, regia di Mirko Virgili (2010)
- Reality, regia di Matteo Garrone (2012)
- Il ragioniere della mafia, regia di Federico Rizzo (2012)
- Love Is All You Need (Den skaldede frisør), regia di Susanne Bier (2012)
- Song'e Napule, regia di Manetti Bros. (2014)
- Gramigna – (2017) regia di Sebastiano Rizzo
- Ammore e malavita, regia di Manetti Bros. (2017)
- Amare amaro, regia  di Julien Paolini (2018)
- Pinocchio, regia di Matteo Garrone (2019)

### Televisione
- La squadra 6 – serie TV (2005)
- Il caso Enzo Tortora - Dove eravamo rimasti?, regia di Ricky Tognazzi – miniserie TV (2012)
- L'oro di Scampia, regia di Marco Pontecorvo – film TV (2014)
- Il clan dei camorristi – serie TV (2013)
- L'ispettore Coliandro – serie TV, episodio 5x05 (2016)
- La vita promessa – serie TV (2018-2020)
- Veneno, regia di Javier Calvo e Javier Ambrossi – miniserie TV (2020)

## Programmi televisivi
- La fattoria 4 (Canale 5, 2009) Concorrente
- Pomeriggio Cinque (Canale 5, 2017) Opinionista
- Temptation Island VIP (Canale 5, 2019) Concorrente
- Grande Fratello 17 (Canale 5, 2023) Concorrente